# Zotti (cognome)
Zotti è un cognome di lingua italiana.

## Varianti
De Zotti, Zotta, Zottarel, Zottarelli, Zottarello, Zottich, Zotto, Zottoli.

## Origine e diffusione
Cognome tipicamente panitaliano, è presente prevalentemente nel Triveneto, in Emilia-Romagna, in Puglia e in Campania.
Potrebbe derivare dal veneto zoto, "zoppo", risultando quindi affine al cognome Zoppi, o da un ipocoristico del prenome Zorzo, risultando quindi affine a Giorgi; potrebbe altresì costituire una variante di Lorenzotti.

## Persone
- Duilio Zotti – calciatore italiano
- Luciano Zotti – compositore, pianista e direttore d'orchestra italiano
- Raffaele Zotti – storico italiano